# London Taxi: Rush Hour
London Taxi: Rush Hour (estilizado como London Taxi: RusHour) es un videojuego de carreras desarrollado por Data Design Interactive y publicado por Metro 3D para PlayStation 2, Windows y Wii.

## Sinopsis
El jugador debe elegir un taxi y un conductor, luego recoger a los autoestopistas y llevarlos a sus destinos mientras acelera a través del tráfico, avanza por las aceras y conduce hacia las rampas en el aire. Ha sido clasificado como un clon de la franquicia de juegos clásicos Crazy Taxi. También debido a que este juego no tiene semáforos, señales de alto, o incluso agentes de la ley, los taxistas pueden ignorar el límite de velocidad y embestir y/o evadir otros vehículos en la carretera como en Crazy Taxi.

## Jugabilidad
London Taxi: Rush Hour es un juego de carreras de estilo arcade en el que el jugador asume el papel de un taxista de Londres que intenta llevar a los pasajeros a sus destinos en un breve límite de tiempo mientras esquiva el tráfico.
Todo el juego tiene lugar en una representación estilizada de Londres con calles sinuosas y una variedad de lugares famosos de Londres alrededor del mapa, incluidos el London Eye y el Big Ben.
London Taxi: Rush Hour presenta tres modos de juego: - Juegos de tiempo: gana la mayor cantidad de dinero posible dentro del límite de tiempo. - Juegos de dinero: intenta ganar una cantidad objetivo de dinero dentro de un límite de tiempo específico. - Día perfecto: transporta tantos pasajeros seguidos como sea posible sin fallar.
El jugador comienza el juego con acceso a un taxi londinense negro tradicional y la capacidad de desbloquear siete vehículos adicionales con puntos ganados al completar los modos de juego principales. Una variedad de potenciadores también están esparcidos por el mapa del juego; estos pueden limpiar el vehículo del jugador y extender el límite de tiempo de la tarifa actual.

## Recepción
La versión de PlayStation 2 recibió "críticas generalmente desfavorables", mientras que la versión de Wii recibió "una aversión abrumadora", según el sitio web de agregación de reseñas Metacritic.